# Bactrocera longivittata
Bactrocera longivittata
 es una especie de díptero que Chua y Ooi describieron por primera vez en 1998. Bactrocera longivittata pertenece al género Bactrocera de la familia Tephritidae.  